# Oxalis involuta
Oxalis involuta är en harsyreväxtart som beskrevs av Salter. Oxalis involuta ingår i släktet oxalisar, och familjen harsyreväxter. Inga underarter finns listade i Catalogue of Life.